# فهرست زندانیان عقیدتی ایران
فهرست زندانیان عقیدتی ایران پس از انقلاب ۱۳۵۷ ایران:

## آ
- حبیب‌الله آشوری
- سید هاشم آقاجری

## الف
- مینا احدی
- گلرخ ایرایی
- محسن امیراصلانی

## ب
- سید ابوالفضل برقعی
- بهیه‌خانم

## خ
- جمال‌الدین خانجانی

## د
- علی دشتی
- قربان دردی تورانی
- مهدی دیباج
- سینا دهقان

## س
- حسین سودمند
- سیروس سهامی

## ط
- محمدعلی طاهری
- طاهره قرةالعین

## ع
- سهیل عربی
- مصطفی عبدی

## ف
- فرود فولادوند
- پیمان فتاحی
- ناصر فهیمی

## ق
یاسین قاسمی بجد

## ک
- میرزا آقاخان کرمانی
- محسن کدیور

## م
- احمد مفتی زاده
- کیومرث مرزبان
- مونا محمودنژاد

## ن
- یوسف ندرخانی
- مارینا نعمت
- کسری نوری
- امیر نوری

## ی
- حسن یوسفی اشکوری
- شکوفه یداللهی